# Herk Sport Hasselt
Herk Sport Hasselt is een Belgische voetbalclub uit Sint-Lambrechts-Herk bij Hasselt. De club is aangesloten bij de KBVB met stamnummer 5905 en heeft geel en blauw als kleuren. Herk Sport speelde het grootste deel van zijn bestaan in de provinciale reeksen, al speelde het ook drie jaar nationaal. De damesploeg daarentegen was een succesvolle ploeg en werd drie maal landskampioen.

## Geschiedenis
De club sloot zich halverwege de jaren 50 aan bij de Belgische Voetbalbond en ging in de provinciale reeksen spelen, waar men de volgende decennia bleef. In 1971 richtte de Belgische Voetbalbond voor het eerst officieel damesvoetbal in, en Herk Sport trad toe met een damesploeg, die meteen een van de topploegen in het Belgisch damesvoetbal werd.
De eerste ploeg bij de mannen bleef in de provinciale reeksen tot 1995. Dat jaar promoveerde men voor het eerst naar de nationale reeksen, naar Vierde Klasse. Herk eindigde er zijn eerst seizoen meteen als tweede, amper één puntje na reekswinnaar RCS Visétois. De ploeg mocht nog naar de eindronde, maar daar werd verloren van SK Oostnieuwkerke. Het seizoen erop eindigde men in de middenmoot, al werd dankzij het winnen van de tweede periode nog een plaats in de eindronde afgedwongen. Ditmaal was RA Marchienne des Sports er echter te sterk. In het derde seizoen ging het verder bergaf met de club. Herk Sport werd allerlaatste in zijn reeks, net na stadsgenoot KSC Hasselt, en zakte weer naar de provinciale reeksen.
In 1997 werd ook de damesafdeling zelfstandig en ging die voortaan verder als VV Halen-Zelem, tot ze in 1999 opgeheven werd.
In seizoen 2025/26 kwam er terug damesvoetbal in Herk, toen de damesploeg uit FC Alken naar Sint-Lambrechts-Herk verhuisde na conflicten met het bestuur van FC Alken. 
De damesploeg kwam toen uit in Interprovinciale B (niveau 3). 